# Дашкова, Екатерина Ивановна
Екатерина Ивановна Дашкова (27 ноября 1907 — 6 февраля 1979) — передовик советского сельского хозяйства, свинарка колхоза «Молодой ударник» Коломенского района Московской области, Герой Социалистического Труда (1949).

## Биография
Родилась в 1907 году в деревне Санино, ныне Коломенского района Московской области. Завершила обучение в Мячковской начальной школе. Работать начала в хозяйстве у родителей.
В начале 1930-х годов одной из первых вступила в сельскохозяйственную артель, колхоз «Молодой ударник». Сначала трудилась рядовой колхозницей, затем с 1942 по 1950 годы работала на ферме свинаркой. В 1948 году вырастила до отъёма от семи свиноматок по 26 поросят в среднем на каждую. Средний живой вес двухмесячного поросёнка составил 15,4 кг. Это стало рекордным показателем во всём Коломенском районе.
Указом Президиума Верховного Совета СССР от 7 апреля 1949 года за получение высоких результатов в сельском хозяйстве и рекордные показатели в свиноводстве Екатерине Ивановне Дашковой было присвоено звание Героя Социалистического Труда с вручением ордена Ленина и медали «Серп и Молот».
Позже с 1950 года продолжала трудиться птичницей. В дальнейшем вышла на заслуженный отдых.
Проживала в деревне Санино. Умерла 6 февраля 1979 года.

## Награды
За трудовые успехи была удостоена:
- золотая звезда «Серп и Молот» (07.04.1949)
- орден Ленина (07.04.1949)
- другие медали.